# Liste bedeutender Seeunfälle 2011–2020
Diese Liste bedeutender Seeunfälle 2011–2020 enthält Unfälle der Seeschifffahrt, bei denen es zum Verlust von Menschenleben oder hohen Sachschäden kam.

## Listen

### 2011
| Datum         | Name             | Opfer           | Beschreibung |
| ------------- | ---------------- | --------------- | --- |
| 27. März 2011 | Flüchtlingsboot  | 61 Tote         | Beim Bootsunglück vor Tripolis 2011 trieb ein Flüchtlingsboot, nachdem Treibstoff und Verpflegung ausgegangen waren, wochenlang in Seenot zwischen Tripolis und Lampedusa, ohne dass eine Seenotrettung erfolgte. Von den 72 Menschen an Bord starben 61 auf See. Laut Aussagen der Überlebenden war das Boot mehrmals von Hubschraubern und Schiffen gesichtet worden, woraus aber keine Rettungsversuche resultierten. Der Europarat stellte in einem offiziellen Bericht einen Katalog an menschlichem und institutionellem Versagen fest und empfahl in der Resolution 1872 im Jahr 2012 der NATO, den nationalen Seenotrettungsorganisationen und den diversen Parlamenten in Hinblick auf diesen Vorfall und 1500 Toten im Mittelmeer im Jahr 2011, ihre Seenotrettung entsprechend internationaler Verpflichtungen besser zu organisieren. |
| 6. Apr. 2011  | Flüchtlingsboot  | ≈ 250 Vermisste | Etwa 39 Meilen vor der Küste von Lampedusa geriet ein Flüchtlingsboot in Seenot und kenterte. |
| 3. Juni 2011  | Flüchtlingsboote | ≈ 200 Tote      | Vor der Küste von Tunesien gerieten mehrere Flüchtlingsboote aus Libyen in Seenot, nachdem es an Bord der Boote wegen Überladung zu einer Massenpanik gekommen war. Viele Menschen sprangen über Bord und ertranken. Die tunesische Küstenwache konnte nachfolgend 570 Menschen retten, doch kamen schätzungsweise 200 Menschen, zumeist afrikanische Flüchtlinge, ums Leben. |
| 3. Juli 2011  | Flüchtlingsboot  | 197 Tote        | Auf dem Weg vom Sudan nach Saudi-Arabien sank auf dem Roten Meer ein Flüchtlingsboot, nachdem ein Feuer an Bord ausgebrochen war. 197 Menschen verloren ihr Leben, nur drei Überlebende wurden später gerettet. |
| 10. Juli 2011 | Bulgaria         | 129 Tote        | Auf der Wolga, nahe Sjukejewo, sank das russische Fahrgastschiff Bulgaria (1003 BRZ) aus nicht genau geklärten Gründen. Vermutlich war das Schiff überladen, zudem soll sich das 1955 gebaute Schiff in teils schlechtem Zustand befunden haben. Beim Untergang starben 129 Menschen, 79 Überlebende wurden von einem anderen Fahrgastschiff aufgenommen. Die russische Regierung verfügte später, dass Schiffe dieses Typs zukünftig nicht mehr eingesetzt werden dürfen. |
| 10. Sep. 2011 | Spice Islander I | 2967 Tote       | Das tansanische Passagierschiff Spice Islander I (836 BRZ) sank in den frühen Morgenstunden des 10. September 2011 zwischen den zum Sansibar-Archipel gehörenden Inseln Unguja und Pemba infolge von Überladung. An Bord befanden sich mehr als 3200 Passagiere, obgleich das Schiff nur für etwa 700 Personen ausgelegt war. Nur 203 Leichen konnten geborgen werden. Mit vermutlich um die 3000 Todesopfern handelte es sich bei diesem Unglück um eine der folgenschwersten Katastrophen der Seefahrt. |
| 15. Sep. 2011 | Nordlys          | 2 Tote          | An Bord des norwegischen Passagierschiffs Nordlys (11.204 BRZ, Reederei Hurtigruten AS) kam es am Morgen des 15. September 2011 vor Ålesund zu einem Brand im Maschinenraum. Passagiere wurden mit den Rettungsbooten von Bord gebracht. Die Nordlys wurde zum Löschen des Feuers im Hafen von Ålesund festgemacht, wo die Innenstadt wegen der starken Rauchentwicklung teilweise evakuiert werden musste. Nach Angaben der norwegischen Polizei kamen bei dem Unglück zwei Besatzungsmitglieder ums Leben. |
| 5. Okt. 2011  | Rena             | 0               | Das unter der Flagge Liberias fahrende Containerschiff Rena (37.209 BRZ) lief am 5. Oktober 2011, auf dem Weg von Napier nach Tauranga, auf das Astrolabe Reef auf. Alle 25 Besatzungsmitglieder konnten rechtzeitig in Sicherheit gebracht werden. Die Treibstofftanks, in denen sich 1500 bis 2000 Tonnen Schweröl befanden, blieben zunächst unbeschädigt, aus gebrochenen Rohrleitungen trat jedoch Öl aus, welches in den darauffolgenden Wochen vom Bunkerschiff Awanuia teilweise abgepumpt werden konnte. 350 Tonnen Öl flossen jedoch ins Meer und verschmutzen die Strände der Bay of Plenty. Am 8. Januar 2012 zerbrach die Rena in zwei Teile, die Hecksektion versank bald darauf. |
| 17. Dez. 2011 | Flüchtlingsboot  | ≈ 200 Tote      | Auf dem Weg zur australischen Weihnachtsinsel sank ein indonesisches Flüchtlingsboot während eines Sturms vor Ostjava nach einem Maschinenschaden. Geschätzt etwa 200 Menschen ertranken, wozu auch die geringe Anzahl an Rettungswesten beitrug, nach abweichenden Angaben wurden 33 bis 87 Überlebende gerettet. |
| 18. Dez. 2011 | Kolskaya         | 53 Tote         | Im Ochotskischen Meer, etwa 170 Seemeilen nordöstlich von Sachalin, sank die russische Ölplattform Kolskaya in einem starken Sturm. Die Plattform, im Schlepp eines anderen Schiffes, erlitt im Orkan mehrere Wassereinbrüche und sank in nur 20 Minuten. Von den 67 Menschen an Bord konnten nur 14 von Begleitfahrzeugen aus dem eiskalten Wasser geborgen werden. Russische Ermittler kamen später zu dem Ergebnis, dass bei der Fahrt der Plattform im Sturm Sicherheitsvorschriften verletzt worden seien. |
| 24. Dez. 2011 | Flüchtlingsboot  | 38 Tote         | Ein Flüchtlingsboot aus Haiti schlug rund 100 Meter vor der Punta de Maisí auf Kuba leck und sank. 87 Menschen wurden gerettet, mindestens 38 Personen kamen jedoch ums Leben. |
| 25. Dez. 2011 | Vinalines Queen  | 22 Tote         | Der vietnamesische Massengutfrachter Vinalines Queen (31.247 BRZ), auf dem Weg von Morowali (Indonesien) nach Ningde (Volksrepublik China), sank in einem schweren Wintersturm in der Philippinensee, nordöstlich von Luzon. Das mit 54.000 Tonnen Nickelerz beladene Schiff kenterte in bis zu zehn Meter hohen Wellen und sank innerhalb kürzester Zeit. Der Sturm erschwerte zunächst jegliche Rettungsbemühung. Ein einzelner Überlebender wurde erst am 30. Dezember von dem Frachter London Courage gerettet. Insgesamt fanden 22 von 23 Besatzungsangehörigen den Tod. |
| 31. Dez. 2011 | Prem Divya       | 5 Tote          | Im Hafen von Fudschaira kam es während einer Werftüberholung auf dem indischen Tanker Prem Divya (89.990 BRZ) aus nicht genau geklärten Gründen zu drei Explosionen. Mindestens drei Arbeiter kamen ums Leben, zwei weitere Personen gelten als vermisst. Vermutlich verursachte Funkenflug bei Schweißarbeiten das Unglück. |

### 2012
| Datum         | Name            | Opfer      | Beschreibung |
| ------------- | --------------- | ---------- | --- |
| 13. Jan. 2012 | Costa Concordia | 32 Tote    | Das italienische Kreuzfahrtschiff Costa Concordia (114.147 BRZ) fuhr einen fahrlässigen Kurs dicht unter Land nahe der Insel Giglio (vor dem Monte Argentario in Italien) und lief gegen 22:00 Uhr auf einen der Insel vorgelagerten Felsen auf, wobei der Rumpf über fast 70 m Länge aufgerissen wurde. Das Schiff kenterte anschließend in Küstennähe, die Backbordseite sowie die Aufbauten des Schiffes ragten noch aus dem Wasser. 32 Menschen wurden bei dem Unglück getötet. An Bord hatten sich zum Unglückszeitpunkt etwa 4200 Menschen befunden. Einige Passagiere ertranken oder starben an einem Herzinfarkt, nachdem sie in Panik ins Wasser gesprungen waren. |
| 15. Jan. 2012 | Doola 3         | 5 Tote     | Im Gelben Meer, etwa 18 Seemeilen westlich von Incheon, explodierte aus bislang nicht genau geklärten Gründen der südkoreanische Benzin-Tanker Doola 3 (4.191 BRZ). Das Schiff brach nachfolgend auseinander und sank später nahe der Küste. Von 16 Besatzungsangehörigen kamen fünf ums Leben. Unbestätigten Meldungen zufolge sollen noch mehrere Besatzungsmitglieder als vermisst gelten. Das Unglück könnte möglicherweise durch Benzindämpfe verursacht worden sein, die aus undichten Tanks ausgetreten waren. |
| 27. Jan. 2012 | Flüchtlingsboot | ≈ 55 Tote  | Vor Misrata in Libyen sank ein Boot mit somalischen Flüchtlingen, das sich auf dem Weg nach Malta oder nach Italien befand. 15 Leichen wurden später geborgen, doch gelten zusätzlich etwa 40 Menschen als vermisst. |
| 2. Feb. 2012  | Rabaul Queen    | ≈ 115 Tote | Die Rabaul Queen (259 BRZ), eine 1983 gebaute Passagierfähre, sank auf der Fahrt von Kimbe nach Lae gegen 6:00 Uhr Ortszeit in der Salomonensee, etwa neun Seemeilen vor Finschhafen (Papua-Neuguinea) im Sturm, sehr wahrscheinlich infolge eines Maschinenausfalls. 247 der 362 vermuteten Passagiere konnten gerettet werden, die restlichen gelten als vermisst, so dass von ungefähr 115 Opfern ausgegangen werden muss. Diese Zahl ist jedoch nicht endgültig gesichert, andere Quellen geben auch an, dass sich bis zu 550 Menschen auf dem Schiff befunden haben.                                                                                                   |
| 30. Juni 2012 | Flüchtlingsboot | 54 Tote    | Nach Angaben des einzigen Überlebenden verdursteten 54 Flüchtlinge als ihr Schlauchboot vor der italienischen Küste wochenlang manövrierunfähig trieb. |
| 1. Okt. 2012  | Lamma IV        | 37 Tote    | Vor dem Hafen von Hongkong, nördlich von Lamma Island, stießen das Ausflugsboot Lamma IV und die Schnellfähre Sea Smooth in den Abendstunden, etwa gegen 20:20 Uhr, zusammen. Das Ausflugsboot, mit 121 Passagieren und drei Besatzungsangehörigen an Bord, sank innerhalb von etwa zehn Minuten. Trotz einer sofort eingeleiteten Rettungsoperation kamen 37 Menschen ums Leben. |

### 2013
| Datum         | Name                  | Opfer                 | Beschreibung |
| ------------- | --------------------- | --------------------- | --- |
| 8. Mai 2013   | Jolly Nero            | 9 Tote                | Das italienische Containerschiff Jolly Nero (33.400 BRZ) prallte bei einem Manöver gegen einen Kontrollturm im Hafen von Genua. Der 54 Meter hohe Turm sowie ein angrenzender Verwaltungsbau stürzten daraufhin ins Hafenbecken. Bei dem Unglück kamen insgesamt neun Menschen in betreffendem Kontrollturm ums Leben, vier weitere wurden verletzt. |
| 26. Mai 2013  | Jascon 4              | 11 Tote               | Gekentert bei einem Einsatz vor der Küste Nigerias, 11 Besatzungsmitglieder starben. Der Schiffskoch Harrison Odjegba Okene überlebt das Unglück drei Tage lang in einer Luftblase im Schiffswrack und wird gerettet , möglicherweise der einzige dokumentierte Fall, dass jemand in einer Luftblase in einem Schiffswrack überlebt hat. |
| 17. Juli 2013 | MOL Comfort           | 0                     | Das Containerschiff MOL Comfort (86.692 BRZ) der japanischen Reederei Mitsui O.S.K. Lines (MOL) brach am 17. Juni 2013 im Arabischen Meer infolge einer Konstruktionsschwäche und einer (mutmaßlichen) Überbelastung des Schiffbodens auseinander, beide Teile sanken in der Folgezeit (das Achterschiff am 27. Juni, das Vorschiff am 10. Juli). Es war der größte bisher aufgetretene Containerschiffsverlust. Personenschäden entstanden keine.                                                                      |
| 9. Aug. 2013  | Falado von Rhodos     | 0                     | Die vorwiegend von Gruppen der bündischen Jugend genutzte Brigantine Falado von Rhodos sank rund zehn Seemeilen westlich von Island nach starkem Wassereinbruch. Die zwölfköpfige Besatzung, darunter sieben Kinder und Jugendliche im Alter von 11 bis 14 Jahren, konnte von isländischen Seenotrettern unverletzt geborgen werden. |
| 16. Aug. 2013 | St. Thomas of Aquinas | 91 Tote, 46 Vermisste | Vor dem Hafen von Cebu kollidierte in den Abendstunden, etwa gegen 21:00 Uhr, die philippinische RoRo-Fähre St. Thomas of Aquinas (11.405 BRZ) mit dem in den Hafen einlaufenden philippinischen Stückfrachter Sulpicio Express Siete. Die Fähre sank mit 723 Passagieren und 118 Besatzungsangehörigen an Bord. Mindestens 91 Personen starben, weitere 46 gelten als vermisst. |
| 27. Sep. 2013 | Flüchtlingsboot       | 21 Tote               | Ein Flüchtlingsboot sank vor Indonesien auf dem Weg nach Australien. Mindestens 21 Menschen ertranken. |
| 3. Okt. 2013  | Flüchtlingsboot       | 366 Tote              | Bootsunglück vor Lampedusa 2013: Vor der Küste der Insel Lampedusa sank ein mit etwa 545 Flüchtlingen aus Somalia und Eritrea beladener, 20 Meter langer Kutter, der aus der libyschen Hafenstadt Misrata kam. Das Bootsunglück fachte die Debatte über die europäische Flüchtlingspolitik an. |
| 11. Okt. 2013 | Flüchtlingsboot       | 268 Tote              | Am 11. Oktober 2013 ertranken 268 Flüchtlinge zwischen Malta und Lampedusa. 212 Menschen wurden von der maltesischen Marine und italienischen Marine gerettet. Hilferufe der Flüchtlinge waren zuvor vom italienischen und maltesischen MRCC unsachgemäß behandelt worden, so dass Rettungskräfte u. a. die nur 50 km entfernte italienische ITS Libra erst nach dem Kentern des Flüchtlingsbootes eintrafen. Italienische Staatsanwälte erhoben den Vorwurf der fahrlässigen Tötung gegen zwei italienische Offiziere. |
| 3. Nov. 2013  | Fährboot              | 7 Tote                | Bei einem Unglück mit einem doppelgeschossigen Fährboot vor der Küste des thailändischen Badeortes Pattaya ertranken sieben Menschen, darunter vier Touristen. Bei dem Unglück gab es rund 100 Verletzte, darunter zehn Schwerverletzte. An Bord der Fähre sollen sich etwa 200 Menschen befunden haben. Das mutmaßlich überladene Schiff kam von der Insel Ko Lan und kenterte etwa 100 Meter vor dem Bali Hai Pier in Pattaya. Zudem habe es Probleme mit dem Motor gegeben.                                          |

### 2014
| Datum         | Name            | Opfer         | Beschreibung |
| ------------- | --------------- | ------------- | --- |
| 14. Jan. 2014 | Flüchtlingsboot | 11 Tote       | Vor der Insel Farmakonisi sank im Schlepptau der griechischen Küstenwache ein Flüchtlingsboot mit 27 Menschen an Bord. Drei Frauen und acht Kinder starben. Der Bootsführer wurde vom griechischen Seegericht in Rhodos freigesprochen, nicht er, sondern die griechische Küstenwache sei für das Unglück verantwortlich. |
| 22. Jan. 2014 | Flüchtlingsboot | über 34 Tote  | Vor der griechischen Insel Kalymnos sank ein hölzernes Segelboot mit 70 bis 100 Menschen an Bord. 34 Tote und 26 Überlebende konnten von der Küstenwache geborgen werden. |
| 22. Jan. 2014 | Flüchtlingsboot | 8 Tote        | Vor der griechischen Insel Farmakonisi sank ein hölzernes Boot mit 49 Menschen an Bord. Zwei Frauen und sechs Kinder ertranken. |
| 16. Apr. 2014 | Sewol           | 290 Tote      | Nahe der Insel Jindo kenterte die südkoreanische RoPax-Fähre Sewol (6.586 BRZ), auf dem Weg von Incheon nach Jeju, innerhalb von kurzer Zeit, sehr wahrscheinlich infolge von Überladung. Nach offiziellen Angaben war das Schiff mit bis zu 3.600 Tonnen Fracht beladen, zulässig wären jedoch nur 987 Tonnen gewesen. Zudem hatte die Fähre nur etwa 30 % des vorgeschriebenen Ballastwassers an Bord. Zum Zeitpunkt des Untergangs befanden sich 476 Passagiere an Bord, darunter 325 Schüler der Danwon High School. Bis Ende Mai 2014 konnten 288 Leichen aus der gesunkenen Fähre geborgen werden. Bei den Bergungsarbeiten kamen zudem zwei Taucher ums Leben, wodurch sich die Zahl der Todesopfer auf 290 erhöht (Stand: 31. Mai 2014). Insgesamt 16 Menschen gelten noch als vermisst. Die Fähre wurde ab 23. März 2017 geborgen. |
| 10. Mai 2014  | Flüchtlingsboot | mind. 36 Tote | Etwa 4 km vor der libyschen Küste bei Garabouli kenterte ein Flüchtlingsboot mit etwa 130 Insassen aufgrund eines Lecks. 52 Überlebende und 36 Leichen wurden geborgen. |
| 16. Mai 2014  | Cheeki Rafiki   | 4 Tote        | Die britische Segelyacht Cheeki Rafiki, ursprünglich auf dem Weg von Antigua nach dem Vereinigten Königreich, wurde am 23. Mai 2014 von der United States Navy rund 1850 Kilometer östlich von Massachusetts im Atlantik treibend aufgefunden. Am 16. Mai 2014 hatte sich die EPIRB-Boje der Yacht aus ungeklärter Ursache automatisch aktiviert. Zum Zeitpunkt des Auffindens trieb das Schiff in gekentertem Zustand knapp an der Wasseroberfläche. Von der vierköpfigen Besatzung fehlte jede Spur. |
| 29. Mai 2014  | Shoko Maru      | 1 Toter       | Vor dem Hafen der südjapanischen Stadt Himeji explodierte aus nicht genau geklärten Gründen der japanischen Tanker Shoko Maru (998 BRZ). Das Schiff, welches zum Zeitpunkt der Explosion unbeladen war, brannte weitgehend aus und sank rund zehn Stunden nach dem Unfall. Sieben Überlebende der insgesamt acht Mann starken Besatzung konnten gerettet werden (ein Überlebender erlitt indessen schwere Brandverletzungen); der Kapitän des Tankers kam ums Leben. |
| 10. Sep. 2014 | Flüchtlingsboot | ≈ 500 Tote    | Ein Schiff einer Schlepperbande rammte rund 300 Seemeilen südöstlich von Malta ein auf dem Weg von der ägyptischen Hafenstadt Damiette nach Malta (oder Italien?) befindliches Flüchtlingsboot. An Bord dieses Bootes hatten sich rund 500 Syrer, Palästinenser, Ägypter und Sudanesen befunden; mindestens 480 Menschen kamen bei dem Vorfall ums Leben. |
| 14. Sep. 2014 | Flüchtlingsboot | 164 Tote      | Am 14. September sank ein Flüchtlingsboot mit 200 Menschen an Bord vor der libyschen Küste. 36 Menschen konnten gerettet werden 164 starben nach Angaben der libyschen Marine. |
| 28. Dez. 2014 | Norman Atlantic | 13 Tote       | Auf der italienischen Fähre (186,5 m lang, 26.904 BRZ) brach auf der Fahrt von Patras nach Ancona gegen 3 Uhr früh ein Brand aus. Auf dem Schiff befanden sich zu diesem Zeitpunkt mindestens 499 Personen (443 Passagiere, 56 Besatzungsmitglieder sowie vermutlich einige blinde Passagiere). 427 Personen konnten gerettet werden, mindestens elf wurden getötet. Das schwer beschädigte Schiff wurde in den Hafen von Brindisi eingebracht, wo die Brände am 10. Januar 2015 endgültig gelöscht und die Suche nach weiteren Opfern fortgesetzt werden konnte. Im Verlauf der Bergeoperationen kamen zwei weitere Seeleute ums Leben, so dass sich die Zahl der Opfer auf 13 erhöhte. Die Zahl der Todesopfer könnte indessen noch höher gelegen haben, da bis zu 18 Personen noch als vermisst gelten.                                  |

### 2015
| Datum         | Name                            | Opfer           | Beschreibung |
| ------------- | ------------------------------- | --------------- | --- |
| 1. Jan. 2015  | Bulk Jupiter                    | 18 Tote         | Der unter der Flagge der Bahamas laufende Massengutfrachter Bulk Jupiter (31.256 BRZ), mit 46.400 Tonnen Aluminiumerz auf dem Weg von Kuantan nach Qingdao, sank südlich von Vũng Tàu (vietnamesische Südküste) in stürmischem Wetter, sehr wahrscheinlich weil die Ladung verrutscht war. Von den insgesamt 19 Besatzungsangehörigen konnte nur ein einziger Überlebender geborgen werden, zudem fanden Rettungskräfte die Leichen von zwei weiteren Besatzungsangehörigen. |
| 2. Jan. 2015  | Cemfjord                        | 8 Tote          | Der unter zypriotischer Flagge laufende und von der Hamburger Baltrader Schifffahrtsgesellschaft bereederte Frachter Cemfjord (1850 BRZ) kenterte in den Abendstunden des 2. Januar 2015 in stürmischem Wetter etwa 15 Seemeilen südöstlich der schottischen Hafenstadt Wick. Das gekenterte und treibende Wrack wurde am 3. Januar zunächst von einer Fähre entdeckt, sank jedoch am 4. Januar endgültig. Von der achtköpfigen Besatzung fehlte jede Spur. |
| 11. Feb. 2015 | Flüchtlingsboot                 | 29 Tote         | Bei extremen Wetterbedingungen kam ein Flüchtlingsboot mit mehr als 100 Menschen vor Lampedusa in Seenot. Neunundzwanzig Menschen starben an Unterkühlung. Die italienischen Rettungskräfte riskierten bei über neun Meter hohen Wellen ihr eigenes Leben. |
| 11. Feb. 2015 | vier Flüchtlingsboote           | ≈ 300 Tote      | Vier Flüchtlingsboote mit jeweils bis zu 100 Menschen an Bord sind vermutlich auf dem Weg von Libyen nach Italien in Seenot geraten. |
| 3. März 2015  | Flüchtlingsboot                 | 10 Tote         | Ein Flüchtlingsboot, geriet auf dem Weg vom libyschen Zuwara nach Lampedusa vor Zarzis in Seenot. Zehn Menschen kamen ums Leben und 86 wurden von der tunesischen Marine gerettet. |
| 2. Apr. 2015  | Dalniy Vostok                   | 69 Tote         | Das russische Fischereischiff Dalniy Vostok (4407 BRZ) sank im Ochotskischen Meer, etwa 180 Seemeilen südlich der Hafenstadt Magadan. Sehr wahrscheinlich kenterte das Schiff beim Einholen eines Netzes infolge von Überladung, ein Notruf wurde nicht abgesetzt. An Bord hatten sich zum Zeitpunkt des Unglücks 132 Personen befunden, von denen 56 den Tod fanden. Weitere 13 Menschen gelten indessen zudem als vermisst, weswegen von insgesamt 69 Opfern ausgegangen werden muss. |
| 12. Apr. 2015 | Flüchtlingsboot                 | ≈ 400 Tote      | Vor der libyschen Küste ging ein Flüchtlingsboot mit ungefähr 550 Menschen an Bord unter; 144 Personen wurden durch die italienische Küstenwache gerettet. Möglicherweise kenterte das Schiff, als sich die Passagiere gleichzeitig auf eine Seite bewegten, als sie die nahende Küstenwache bemerkten. |
| 18. Apr. 2015 | Flüchtlingsboot                 | etwa 675 Tote   | Im Meer zwischen der libyschen Küste und der italienischen Insel Lampedusa kenterte in der Nacht vom 18./19. April ein Flüchtlingsboot mit vielen Hunderten Menschen an Bord. Nach Befürchtungen der Rettungskräfte kamen fast alle ums Leben; 28 Überlebende konnten durch ein Handelsschiff gerettet werden. Die Zahl der Toten wird auf circa 675 geschätzt. |
| 20. Apr. 2015 | Flüchtlingsboot                 | 3 Tote          | Ein Flüchtlingsboot lief vor Rhodos am Strand von Zephyros auf ein Riff. Drei Menschen starben. |
| 15. Aug. 2015 | Flüchtlingsboot                 | 49 Tote         | Auf einem Fischerboot erstickten 49 Menschen. 312 Personen wurden gerettet. Der Kapitän und die Besatzungsmitglieder wurden in Catania verhaftet. |
| 18. Aug. 2015 | Flüchtlingsboot                 | 6 Tote          | Auf dem Weg von der Türkei zur griechischen Insel Kos kenterte ein 9-Meter-Motorboot. Sechs syrische Migranten ertranken. |
| 20. Aug. 2015 | Flüchtlingsboot                 | bis zu 200 Tote | Etwa einen Kilometer vor dem libyschen Zuwara wurden die Überreste eines gesunkenen Flüchtlingsboots gefunden. Von den etwa 400 Migranten an Bord sollen bis zu 200 ertrunken sein. |
| 2. Sep. 2015  | Flüchtlingsboot                 | 12 Tote         | In der Nähe des türkischen Bodrum sank ein Flüchtlingsboot. Zwölf Menschen starben. Das Schicksal des ertrunkenen dreijährigen Alan Kurdi und seiner Familie erregte weltweites Aufsehen. |
| 13. Sep. 2015 | Flüchtlingsboot                 | 34 Tote         | Ein Flüchtlingsboot kenterte vor der griechischen Insel Farmakonisi. 34 Menschen, darunter vier Babys und elf Kinder, ertranken. |
| 20. Sep. 2015 | Kollision Fähre/Flüchtlingsboot | 13 Tote         | Ein Flüchtlingsboot mit 46 Menschen kollidierte auf dem Weg vom türkischen Canakkale zur griechischen Insel Lesbos mit einer Fähre. |
| 1. Okt. 2015  | El Faro                         | 33 Tote         | Der unter US-Flagge fahrende ConRo-Frachter El Faro (31.515 BRZ), auf dem Weg von Jacksonville nach Puerto Rico, geriet im Seegebiet der Bahamas, nordwestlich der Turks- und Caicosinseln, in den Hurrikan „Joaquin“ und sank um den 1. Oktober 2015 auf nicht genau bekannter Position. Die gesamte Besatzung von 33 Mann (28 US-Amerikaner und fünf Polen) ging mit dem Schiff unter. Es konnten anschließend ein Rettungsring und die im Wasser treibende Leiche eines Besatzungsmitgliedes gefunden werden. Die gesunkene El Faro wurde am 31. Oktober 2015 durch die Besatzung des Hochseeschleppers Apache der US-Marine mit einem Sonargerät geortet. |
| 28. Okt. 2015 | Flüchtlingsboot                 | 54 Tote         | Bei der Überfahrt von der Türkei nach Griechenland brach ein Flüchtlingsboot vor der Insel Lesbos entzwei. 54 Menschen starben. |
| 29. Okt. 2015 | Flüchtlingsboot                 | 39 Vermisste    | Bei der Überfahrt von Alhucemas in Marokko nach Spanien geriet ein Flüchtlingsboot in Seenot und wurde von Frontex gesichtet. Dreizehn Männer und zwei Frauen konnten gerettet werden, während 39 weitere Menschen vermisst werden. |
| 30. Okt. 2015 | Flüchtlingsboot                 | 19 Tote         | Bei einem Bootsunglück vor dem griechischen Kalymnos ertranken neunzehn Menschen. 139 Menschen konnten gerettet werden. |
| 30. Okt. 2015 | Flüchtlingsboot                 | 3 Tote          | Bei einem Bootsunglück vor dem griechischen Rhodos ertranken drei Menschen. Sechs Menschen konnten gerettet werden. |
| 1. Nov. 2015  | Flüchtlingsboot                 | 11 Tote         | Bei der Überfahrt von der Türkei nach Griechenland sank ein Flüchtlingsboot vor der Insel Samos. Elf Flüchtlinge, darunter sechs Kinder, starben. |

### 2016
| Datum         | Name                      | Opfer                   | Beschreibung |
| ------------- | ------------------------- | ----------------------- | --- |
| 3. Jan. 2016  | Flüchtlingsboot           | 9 Tote                  | Ein Boot mit zweiundzwanzig Migranten kenterte in stürmischer See beim Versuch von der Türkei aus die Insel Lesbos zu erreichen. Neun Leichen wurden im türkischen Ayvalik angespült.                                                                                    |
| 21. Jan. 2016 | Flüchtlingsboot           | 8 Tote                  | Das mit 48 Menschen besetztes Flüchtlingsboot verunglückte vor der griechischen Insel Farmakonisi. Sieben Kinder und eine Frau konnten nur noch tot geborgen werden. |
| 21. Jan. 2016 | Flüchtlingsboot           | mind. 34 Tote           | Ein hölzernes Flüchtlingsboot mit bis zu 70 Menschen verunglückte vor der griechischen Insel Kalolimnos. 34 Leichen, darunter elf Kinder, konnten geborgen werden. |
| 27. Jan. 2016 | Flüchtlingsboot           | 7 Tote                  | Ein Flüchtlingsboot sank vor der griechischen Insel Kos. Sieben Menschen kamen ums Leben. |
| 28. Jan. 2016 | Flüchtlingsboot           | mind. 24 Tote           | Ein Boot mit kurdischen Flüchtlingen sank vor der griechischen Insel Samos. 24 Menschen kamen ums Leben, elf weitere werden vermisst. |
| 30. Jan. 2016 | Flüchtlingsboot           | mind. 33 Tote           | Ein Boot mit Flüchtlingen aus Afghanistan, Myanmar und Syrien sank vor dem türkischen Ayvalik. 33 Menschen kamen ums Leben, 75 wurden gerettet. |
| 2. Feb. 2016  | Flüchtlingsboot           | 9 Tote                  | Ein Boot mit Flüchtlingen sank vor dem türkischen Doğanbey. Neun Menschen, darunter zwei Babys, ertranken. |
| 8. Feb. 2016  | Flüchtlingsboot           | 27 Tote                 | Ein Boot mit Flüchtlingen sank vor der Küste der türkischen Provinz Balikesir auf dem Weg nach Lesbos. 27 Menschen, darunter elf Kinder, ertranken. |
| 6. März 2016  | Flüchtlingsboot           | 25 Tote                 | Ein Boot mit Flüchtlingen sank vor dem türkischen Didim. Fünfundzwanzig Menschen ertranken und fünfzehn konnten von der türkischen Küstenwache rettet werden. |
| 9. Apr. 2016  | Flüchtlingsboot           | mind. 5 Tote            | Ein Flüchtlingsboot sank vor der griechischen Insel Samos. Vier Frauen und ein Kind kamen ums Leben, fünf weitere Menschen werden vermisst. |
| 9. Apr. 2016  | Trawler Abu Nawal         | ≈ 500 Tote              | Der Trawler Abu Nawal kenterte bei der Übernahme von Flüchtlingen von einem Holzboot vor Ägypten. Etwa 500 Erwachsene und Kinder ertranken. Strafrechtliche Schritte wurden 2016 nicht unternommen.                                                                      |
| 25. Mai 2016  | Flüchtlingsboot           | 5 Tote, ≈ 100 Vermisste | Ein Flüchtlingsboot kenterte. Fünf Tote wurden geborgen, etwa 100 Menschen werden vermisst, 560 wurden gerettet. |
| 26. Mai 2016  | Flüchtlingsboot           | 15 Tote 550 Vermisste   | Ein Flüchtlingsboot mit 670 Menschen an Bord sank. Fünfzehn Tote wurden geborgen, etwa 550 Menschen werden vermisst, 104 wurden gerettet. |
| 27. Mai 2016  | Flüchtlingsboot           | mind. 45 Tote           | Ein Flüchtlingsboot sank. Mindestens 45 Menschen kamen ums Leben. |
| 2. Juni 2016  | Flüchtlingsboot           | 117 Tote                | Vor der Küste Libyens bei der Stadt Suwara wurden 117 Tote geborgen. Es wird vermutet, dass sie von einem Flüchtlingsboot stammten, das leer auf See entdeckt worden war.                                                                                                |
| 3. Juni 2016  | Flüchtlingsboot           | ≈ 320 Tote              | Das Unglück ereignete sich 75 Seemeilen südlich von Kreta. Beim Untergang eines Flüchtlingsbootes aus Ägypten konnten etwa 340 Menschen gerettet werden. |
| 18. Juni 2016 | Boot                      | 14 Tote                 | 14 Moskauer Kinder ertranken bei einem Bootsunglück auf dem See Sjamosero in der Republik Karelien im nordwestlichen Teil Russlands. |
| 20. Juni 2016 | Sinar Bangun V            | 4 Tote, 192 Vermisste   | Am 20. Juni 2016 kenterte die Fähre Sinar Bangun V bei stürmischem Wetter und hohem Wellengang auf dem Tobasee auf Sumatra. Die Fähre mit einer Kapazität von 43 Personen war völlig überladen. 4 Tote und 18 Überlebende wurden geborgen. 192 Personen werden vermisst. |
| 21. Aug. 2016 | Traditionsschiff Amicitia | 3 Tote                  | Beim Bruch des vorderen Mastes eines Plattbodenschiffs im Hafen des niederländischen Ortes Harlingen wurden drei deutsche Touristen erschlagen. |
| 21. Sep. 2016 | Flüchtlingsschiff         | ≈ 300 Tote              | Ein Flüchtlingsschiff mit 600 Menschen an Bord kenterte vor der ägyptischen Küste. 202 Leichen wurden geborgen, mindestens 169 Menschen gerettet. Die Gesamtzahl der Opfer wird auf etwa 300 geschätzt.                                                                  |
| 3. Okt. 2016  | Flüchtlingsboote          | 22 Tote                 | Am 3. Oktober kamen vor der libyschen Küste 22 Menschen von verschiedenen Flüchtlingsbooten ums Leben. 6055 wurden gerettet. |
| 4. Okt. 2016  | Flüchtlingsboote          | 28 Tote                 | Am 4. Oktober kamen vor der libyschen Küste 28 Menschen von verschiedenen Flüchtlingsbooten ums Leben. 4655 wurden gerettet. |
| 26. Okt. 2016 | Flüchtlingsboot           | mind. 90 Tote           | Vor dem westlibyschen Tajoura sank ein Schlauchboot 42 km vor der Küste mit 126 Flüchtlingen an Bord. |
| 26. Okt. 2016 | Flüchtlingsboot           | 29 Tote                 | Aus einem Flüchtlingsboot aus Libyen wurden von der Bourbon Argos 29 Tote geborgen, die wahrscheinlich an giftigen Abgasen gestorben waren. Überlebende mussten wegen chemischer Verätzungen in Krankenhäuser gebracht werden.                                           |
| 2. Nov. 2016  | Flüchtlingsboot           | ≈ 100 Tote              | Am 2. November 2016 kenterte ein Flüchtlingsboot kurz vor der libyschen Küste. 29 Menschen überlebten und etwa 100 ertranken. |
| 3. Nov. 2016  | Flüchtlingsboot           | ≈ 140 Tote              | Am 3. November 2016 kenterte ein Flüchtlingsboot kurz vor der libyschen Küste. Zwei Menschen überlebten und etwa 140 ertranken. |

### 2017
| Datum         | Name                         | Opfer                | Beschreibung |
| ------------- | ---------------------------- | -------------------- | --- |
| 21. Feb. 2017 | Flüchtlingsboot              | 87 Tote              | In Libyen wurden am Strand von az-Zawiya 87 Leichen und ein gekentertes Schlauchboot, das 120 Personen befördern kann, angeschwemmt. |
| 25. März 2017 | zwei Flüchtlingsboote        | über 200 Tote        | Beim Bootsunglück vor Libyen werden am 25. März 2017 von der spanischen NGO Proactiva Open Arms zwei Schlauchboote und 5 Leichen entdeckt. Proactiva Open Arms und das UNHCR gehen davon aus, dass in jedem Boot bis zu 120 Menschen gewesen sein könnten. |
| 31. März 2017 | Stellar Daisy                | 22 Tote              | Der südkoreanische VLOC-Massengutfrachter Stellar Daisy zum Transport von Erz brach bei ruhigem Wetter um Mitternacht im Südatlantik voll beladen auseinander und sank binnen von Minuten. Das Schiff befand sich auf dem Weg von Brasilien nach China. Von den 24 Seeleuten konnten nur zwei geborgen werden. Das Unglück zählt in der Schifffahrt, gemessen an den 148.431 BRZ, zu einem der größten seiner Art. |
| 23. Apr. 2017 | Flüchtlingsboot              | mind. 16 Tote        | Ein Boot mit zwanzig bis fünfundzwanzig Menschen aus Kamerun und der Demokratischen Republik Kamerun kenterte bei der Überfahrt aus der Türkei vor der griechischen Insel Lesbos. Mindestens 16 Menschen, darunter zwei Kinder, kamen ums Leben. |
| 5. Mai 2017   | Flüchtlingsboot              | 82 Tote              | Ein Flüchtlingsboot mit 132 Menschen geriet vor der libyschen Küste in Seenot. Fünfzig Menschen konnten gerettet werden, 82 sind wahrscheinlich ertrunken. |
| 7. Mai 2017   | Flüchtlingsboot              | 163 Tote             | Ein Flüchtlingsboot geriet vor der libyschen Küste in Seenot. Sieben Menschen konnten gerettet werden, 163 sind wahrscheinlich ertrunken. |
| 24. Mai 2017  | Flüchtlingsboot              | mind. 34 Tote        | Ein Boot mit bis zu 700 Menschen überladenes Flüchtlingsboot geriet etwa 20 Seemeilen vor der libyschen Küste in Seenot. Die Rettungsorganisation MOAS, die italienische Küstenwache und Handelsschiffe kamen zu Hilfe. Mindestens 34 Menschen, darunter zehn Kinder, kamen ums Leben. |
| 17. Mai 2017  | ACX Crystal / USS Fitzgerald | 7 Tote               | Kollision eines Containerschiffs mit einem Schiff der US-Marine. Das 220 Meter lange, unter philippinischer Flagge fahrende Containerschiff ACX Crystal kollidierte gegen 1:30 Ortszeit morgens vor der japanischen Halbinsel Izu südlich der Bucht von Tokio mit dem amerikanischen Zerstörer Fitzgerald. Auf dem amerikanischen Schiff kamen sieben Matrosen ums Leben, weil sie sich vor dem, sie während des Schlafs überraschenden Wassereinbruch in ihren Unterkünften nicht retten konnten. Die Crew des Frachters blieb unverletzt. Der Frachter konnte seine Fahrt nach Yokohama im Westen der Toyo Bay aus eigener Kraft fortsetzen. Die Fitzgerald fuhr langsam und in Begleitung anderer Schiffe in den US-Flotten-Stützpunkt Yokosuka an der Südwestseite der Tokyo Bay. |
| 22. Sep. 2017 | Flüchtlingsboot              | 21 Tote, 9 Vermisste | Ein Fischerboot vermutlich mit mehr als 70 Flüchtlingen an Bord sank im Schwarzen Meer 200 km östlich von Istanbul. Es wurden 21 Tote geborgen, neun Personen werden vermisst, über vierzig Menschen konnten gerettet werden |
| 8. Okt. 2017  | Flüchtlingsboot              | 34 Tote              | Ein tunesisches Marineboot kollidierte mit einem Flüchtlingsboot 54 km vor der tunesischen Insel Kerkennah. |
| 3. Nov. 2017  | Flüchtlingsboot              | 3 Tote               | Bei einem Bootsunglück vor dem griechischen Kalymnos ertranken drei Menschen. Fünfzehn Menschen konnten gerettet werden. |
| 3. Nov. 2017  | Flüchtlingsboot              | 26 Tote 64 Vermisste | Von einem spanischen Rettungsschiff wurden 26 Tote nigerianischen Mädchen und junge Frauen geborgen und nach Salerno gebracht. Die Internationale Organisation für Migration nimmt aufgrund der Umstände an, dass Menschenhändler versuchten die jungen Frauen zur sexuellen Ausbeutung übers Mittelmeer zu bringen. |
| 6. Nov. 2017  | Flüchtlingsboot              | mind. 20 Tote        | Beim Rettungsversuch von 130 bis 150 Flüchtlingen durch die NGO Sea-Watch und die Libysche Küstenwache ertrinken mindestens 20 Menschen. |
| 15. Nov. 2017 | San Juan                     | 44 Tote              | Das U-Boot San Juan verschwand am oder nach dem 15. November 2017 unter bisher ungeklärten Umständen vor der argentinischen Küste im Südatlantik auf dem Weg von Ushuaia zurück zu ihrem Heimathafen Mar del Plata. Ein Tauchroboter ortete im November 2018 Teile der San Juan in 800 Meter Tiefe vor der Patagonien vorgelagerten Valdés-Halbinsel |
| 25. Nov. 2017 | Flüchtlingsboot              | mind. 31 Tote        | Die libysche Küstenwache barg 31 Tote und sechzig überlebende Migranten von einem Boot vor der libyschen Küste bei Garabulli östlich von Tripolis. |
| 20. Dez. 2017 | Fähre                        | mind. 4 Tote         | Bei rauer See kenterte eine Fähre mit 250 Menschen an Bord in der Nähe der philippinischen Stadt Real. |

### 2018
| Datum         | Name                                         | Opfer                  | Beschreibung |
| ------------- | -------------------------------------------- | ---------------------- | --- |
| 6. Jan. 2018  | Flüchtlingsboot                              | ≈ 64 Tote              | Ein mit Migranten besetztes Schlauchboot machte sich von der libyschen Küste auf den Weg nach Italien. An einer unbekannten Seeposition kenterte das Boot. Die italienische Küstenwache und Marine konnte 86 Menschen retten. Die Internationale Organisation für Migration (IOM) gab nach Befragungen der Passiere an, dass 150 Menschen an Bord des Schlauchboots waren.             |
| 6. Jan. 2018  | Kollision eines Öltankers mit einem Frachter | 32 Tote                | Nach der Kollision des Öltankers Sanchi mit einem Massengutfrachter vor der Küste Ostchinas sind Zehntausende Tonnen Öl verbrannt oder ins Meer geflossen. Von den 32 Seeleuten wurden lediglich drei Leichen gefunden, die übrigen 29 Männer wurden für tot erklärt. |
| 10. Jan. 2018 | Iranische Fregatte Damavand                  | 2 Tote                 | Im Kaspischen Meer, vor dem Hafen von Bandar Anzali, wurde die iranische Fregatte Damavand während eines starken Sturms auf die Wellenbrecher vor dem Hafen gedrückt. Das Schiff wurde stark beschädigt und brach später vor dem achtern liegenden Helikopterdeck durch. Sechs Besatzungsangehörige wurden im Sturm über Bord gerissen, wobei später nur vier gerettet werden konnten. |
| 18. Jan. 2018 | Fähre Butiraoi                               | 95 Tote                | Am 18. Februar 2018 sank die überladene und seeuntüchtige Fähre Butiraoi bei der Kiribati-Insel Nonouti. Am 28. Januar wurde von einem neuseeländischen Suchflugzeug ein Rettungsboot gesichtet und sieben Menschen konnten gerettet werden. |
| 3. Feb. 2018  | Flüchtlingsboot                              | 20 Tote                | Am 3. Februar 2018 wurden vor der spanischen Exklave Melilla 20 Leichen geborgen. |
| 13. Feb. 2018 | Flüchtlingsboot                              | 3 Tote, 4 Vermisste    | Auf dem türkisch-griechischen Grenzfluss Mariza kenterte ein Flüchtlingsboot mit acht Insassen. Drei Tote darunter zwei Kinder wurden nach türkischen Angaben geborgen. Vier Personen werden vermisst. |
| 16. März 2018 | Flüchtlingsboot                              | mind. 16 Tote          | Ein Holzboot mit etwa 19 Migranten an Bord kenterte auf dem Weg zwischen der Türkei und der griechischen Insel Agathonisi. Unter den Opfern waren mindestens vier Kinder. Drei Personen konnten die Insel erreichen. Das Verhalten der Rettungskräfte stand in der Kritik. |
| 2. Juni 2018  | Flüchtlingsboot                              | ≈ 112 Tote             | Ein umgebautes Fischerboot mit 180 Menschen an Bord sank im Mittelmeer vor den tunesischen Kerkenna-Inseln. 68 Personen wurden gerettet und die Opferzahl wird auf 112 geschätzt. |
| 3. Juni 2018  | Flüchtlingsboot                              | 9 Tote                 | Ein Boot mit vierzehn oder fünfzehn Menschen an Bord kenterte im Mittelmeer südwestlich von Demre. Neun Migranten, darunter sechs Kinder, ertranken. |
| 6. Juni 2018  | Flüchtlingsboot                              | mind. 46 Tote          | Im Golf von Aden kenterte ein Flüchtlingsboot mit mindestens 100 Menschen an Bord vor der Küste Jemens. Dabei starben 37 Männer und neun Frauen, 16 Personen wurden vermisst. Das Boot befand sich auf dem Weg von Boosaaso (Somalia) in den Jemen. |
| 6. Juni 2018  | Flüchtlingsboot                              | mind. 12 Tote          | 20 Meilen vor Libyen wurden am 12. Juni 2018 vierzig überlebende Flüchtlinge von der USNS Trenton aus einem Flüchtlingsboot gerettet. Zwölf Leichen wurden gezählt. |
| 19. Juni 2018 | Flüchtlingsboot                              | ≈ 95 Tote              | Am 19. Juni 2018 kenterte ein Holzboot mit etwa 100 Menschen vor der libyschen Küste. Fünf Personen konnten von der libyschen Küstenwache gerettet und in ein Hospital in Tripolis gebracht werden. Einige Leichen wurden geborgen oder am Ufer angespült. |
| 19. Juni 2018 | Flüchtlingsboot                              | ≈ 70 Tote              | Am 19. September 2018 sank ein Schlauchboot mit etwa 130 Menschen vor der libyschen Küste. Sechzig Personen konnten von lokalen Fischern gerettet und nach Dela 35 km westlich von Tripolis gebracht werden. |
| 20. Juni 2018 | Flüchtlingsboot                              | ≈ 50 Tote              | Am 20. September 2018 rettete die libysche Küstenwache vor Garabulli 64 km östlich von Tripolis Flüchtlinge und brachte sie nach Tajoura. Die Überlebenden berichteten, dass über 50 Insassen umgekommen wären. |
| 29. Juni 2018 | Flüchtlingsboot                              | mind. 100 Tote         | Ein Flüchtlingsboot mit etwa 123 Menschen an Bord sank vor der libyschen Küste bei Tajoura. |
| 5. Juli 2018  | Touristenboot                                | 41 Tote, 15 Vermisste  | Ein Touristenboot mit 105 Menschen an Bord kenterte im Indischen Ozean vor der thailändischen Insel Phuket in hohen Wellen. Überwiegend chinesische Touristen ertranken. |
| 18. Juli 2018 | Flüchtlingsboot                              | 30 Tote                | Ein Flüchtlingsboot mit etwa 150 Menschen an Bord sank 25 km vor der Küste Zyperns bei Yialousa. 30 Tote wurden geborgen. |
| 29. Juli 2018 | Flüchtlingsboot                              | 6 Tote                 | Ein Flüchtlingsboot mit 16 Menschen an Bord kenterte 20 km vor dem türkischen Ayvalik. Sechs Tote, darunter drei Babies, wurden geborgen, neun Menschen wurden gerettet und eine Person wird vermisst. |
| 9. Aug. 2018  | Flüchtlingsboot                              | 9 Tote                 | Ein Flüchtlingsboot mit 13 Menschen an Bord sank bei dem türkischen Ort Kusadasi. Sieben Frauen und zwei Kinder ertranken, die türkische Küstenwache konnte vier Überlebende retten. |
| 1. Sep. 2018  | Flüchtlingsboot                              | über 100 Tote          | Am 1. September 2018 verlor ein Flüchtlingsboot mit 165 Erwachsenen und 20 Kindern vor Libyen Luft und ging unter. Die libysche Küstenwache konnte von diesem und einem zweiten Boot 276 Menschen bergen. Sie wurden in ein libysches Internierungslager gebracht. |
| 20. Sep. 2018 | Fähre Nyerere                                | 227 Tote               | Am 20. September 2018 sank die überladene Fähre Nyerere auf dem Victoriasee kurz vor dem Anlegen. 227 Tote wurden geborgen. |
| 22. Sep. 2018 | Flüchtlingsboot                              | 1 Kind                 | Am 22. September 2018 kenterte ein Flüchtlingsboot mit 39 Personen vor der libyschen Provinz Akkar. Ein Kind starb und 38 Menschen wurden gerettet. |
| 25. Sep. 2018 | Flüchtlingsboot                              | 1 Tote                 | Am 25. September 2018 beschoss die Marine von Marokko ein Flüchtlingsboot vor der Küste von M’diq-Fnideq. Eine Studentin wurde getötet, einer zweiten, verwundeten Person musste der Arm amputiert werden. |
| 1. Okt. 2018  | Flüchtlingsboot                              | mind. 34 Tote          | Am 1. Oktober 2018 geriet ein Flüchtlingsboot mit 60 Personen vor der marokkanischen Küste in Seenot. Die Flüchtlinge informierten die spanische Küstenwache und diese die Behörden in Marokko. Die Flüchtlinge mussten 36 Stunden auf die Ankunft von Rettungskräften warten. |
| 10. Okt. 2018 | Flüchtlingsboot                              | 8 Tote, 25 Vermisste   | Vor der türkischen Küste in der Provinz Izmir sank ein Flüchtlingsboot. Acht Menschen wurden tot geborgen, 25 werden vermisst. |
| 1. Okt. 2018  | Flüchtlingsboot                              | ≈ 60 Tote              | Am 1. Oktober 2018 kenterte ein hölzernes Flüchtlingsboot mit vermutlich mehr als 60 Personen auf dem Atlantik vor der Küste von Guinea-Bissau. Es gab keine Überlebenden. |
| 22. Okt. 2018 | Flüchtlingsboot                              | mind. 2 Tote           | Ein Flüchtlingsboot sank wenige Meter vor der türkischen Küste bei Bodrum. 17 Menschen wurden gerettet und weitere 17 Menschen konnten an den Strand schwimmen. Mindestens zwei Kinder starben. |
| 5. Nov. 2018  | Flüchtlingsboot                              | 17 Tote, 17 Vermisste  | Im Alborán-Meer bei Gibraltar wurden 100 Menschen, die von zwei Flüchtlingsbooten stammten, gerettet und 17 Leichen geborgen. Weitere 17 Menschen gelten als vermisst. |
| 12. Nov. 2018 | Flüchtlingsboot                              | 5 Tote, 5 Vermisste    | Vor dem türkischen Dikili in der Provinz Izmir sank ein Flüchtlingsboot mit 15 Personen. Fünf Tote wurden geborgen und fünf Personen werden vermisst. |
| 20. Dez. 2018 | Flüchtlingsboote                             | min. 25 Tote/Vermisste | Im Alborán-Meer bei Gibraltar wurden sechs Flüchtlingsboote am 20. Dezember von der spanischen Küstenwache aus Seenot geborgen. Mindestens 25 Menschen sind tot oder vermisst. |

### 2019
| Datum         | Name                      | Opfer                  | Beschreibung |
| ------------- | ------------------------- | ---------------------- | --- |
| 1. Jan. 2019  | MSC Zoe                   | 0                      | In der Nacht zum 2. Januar 2019 gerieten von der MSC Zoe – auf dem Weg von Sines nach Bremerhaven – 342 Container in die Nordsee vor Ameland und Ostfriesland. Unter anderem handelt es sich dabei um Container mit Möbeln, Spielzeug und dem gefährlichen Stoff Dibenzoylperoxid. Ursache für die Havarie war ein heftiger Sturm.                                                     |
| 30. Jan. 2019 | zwei Flüchtlingsboote     | mind. 38 Tote          | Zwei überladene Flüchtlingsboote kenterten kurz nach dem Ablegen von Dschibuti in der Straße von Bab al-Mandab beim Versuch, die Arabische Halbinsel zu erreichen. Mindestens 38 Menschen kamen ums Leben. |
| 11. März 2019 | Grande America            | 0                      | Auf dem Weg von Hamburg nach Casablanca brach an Bord des ConRo-Frachters in der Biskaya ein Feuer aus, das nicht mehr unter Kontrolle gebracht werden konnte. Das Schiff sank am 12. März nachmittags. |
| 10. Mai 2019  | Flüchtlingsboot           | mind. 65 Tote          | Beim Untergang eines Flüchtlingsboots 45 Seemeilen vor der tunesischen Küstenstadt Sfax kamen laut Angaben des UNHCR mindestens 65 Menschen ums Leben. Sechzehn Menschen konnten von Fischern gerettet werden. |
| 2. Juni 2019  | Flüchtlingsboot           | 2 Tote, ≈ 25 Vermisste | Beim Untergang eines Flüchtlingsboots vor dem libyschen Garaboli östlich von Tripolis kamen laut Angaben des UNHCR eine Frau und ein Kind ums Leben und etwa 25 Insassen werden vermisst. 73 Menschen konnten von der libyschen Küstenwache gerettet werden und wurden in Internierungslager in Libyen gebracht. Das Boot war gekentert und der Motor gestohlen worden.                |
| 11. Juni 2019 | Flüchtlingsboot           | mind. 7 Tote           | Beim Untergang eines Flüchtlingsboots vor der griechischen Insel Lesbos kamen laut Angaben der griechischen Küstenwache mindestens sieben Menschen ums Leben. 57 Menschen konnten gerettet werden. |
| 17. Juni 2019 | Flüchtlingsboot           | mind. 12 Tote          | Beim Untergang eines Flüchtlingsboots vor dem türkischen Bodrum kamen laut Angaben der türkischen Küstenwache mindestens 12 Menschen ums Leben. 31 Menschen konnten gerettet werden. |
| 3. Juli 2019  | Flüchtlingsboot           | 82 Vermisste           | Beim Untergang eines Flüchtlingsboots aus Libyen vor dem tunesischen Zarzis wurden 4 Personen gerettet und 82 werden nach UNHCR-Angaben vermisst. |
| 25. Juli 2019 | Flüchtlingsboot           | ≈ 150 Vermisste        | Beim Untergang eines Flüchtlingsboots mit etwa 300 Menschen vor dem libyschen Al-Chums wurden nach IOM-Angaben 145 von Fischern und der libyschen Küstenwache gerettet. Etwa 150 werden vermisst und kamen wahrscheinlich ums Leben. |
| 1. Aug. 2019  | Flüchtlingsboot           | 14 Tote                | Am 1. August verließ ein Flüchtlingsboot mit 15 Personen das libysche Az-Zawiya. Das Boot trieb orientierungslos 11 Tage lang auf dem Mittelmeer und 14 Menschen starben, ohne dass Hilfe geleistet wurde. Nach elf Tagen entdeckte Frontex das Boot und die maltesische Marine konnte einen Insassen retten.                                                                          |
| 27. Aug. 2019 | Flüchtlingsboot           | 5 Tote, ≈ 40 Vermisste | Am 27. August kenterte ein Flüchtlingsboots mit über 100 Menschen vor dem libyschen Al-Chums und nach Angaben der libyschen Küstenwache wurden 5 Leichen geborgen und 40 Menschen werden vermisst. |
| 28. Aug. 2019 | Flüchtlingsboot           | 6 Tote                 | Am 28. August wurden von einem sinkenden Flüchtlingsboot etwa 100 Menschen vom Rettungsschiff Mare Jonio der Hilfsorganisation Mediterranea Saving Humans gerettet. Nach Angaben der Überlebenden waren zuvor 6 Personen, darunter auch Babys, ertrunken. |
| 2. Sep. 2019  | Ausflugsschiff Conception | 8 Tote, 26 Vermisste   | Am 2. September brach nachts auf dem Ausflugsschiff Conception vor der kalifornischen Insel Santa Cruz ein Brand aus. Acht Leichen wurden geborgen und 26 Menschen wurden Stand 3. September vermisst. |
| 2. Sep. 2019  | Flüchtlingsboot           | 2 Tote, 14 Vermisste   | Am 17. September sank vor der tunesischen Küstenstadt Sfax ein Flüchtlingsboot. Zwei Leichen wurden geborgen, 14 Menschen werden vermisst und neun Personen konnten gerettet werden. |
| 7. Okt. 2019  | Flüchtlingsboot           | 25 Tote                | Am 7. Oktober kenterte vor dem libyschen Misrata ein Flüchtlingsboot mit über 50 Menschen an Bord. Dreizehn Leichen wurden geborgen, 22 Menschen wurden gerettet. Unter den Vermissten befinden sich Kinder und schwangere Frauen. Nach einer tagelangen Suchaktion wurden von der italienischen Küstenwache zwölf weitere Leichen entdeckt.                                           |
| 12. Okt. 2019 | Frachter Jia De           | 5 Tote, 3 Vermisste    | Am 12. Oktober 2019 sank der in Panama registrierte Frachter Jia De im Hafen von Kawasaki als der Taifun Hagibis auf die Insel Honshū traf. Der Taifun war laut Küstenwache der schlimmste seit 60 Jahren in Japan und die Situation wurde durch ein gleichzeitiges Erdbeben der Stärke 5,7 verschlimmert. Fünf Leichen wurden gefunden und drei Besatzungsmitglieder werden vermisst. |
| 6. Nov. 2019  | Flüchtlingsboot           | 9 Tote                 | Am 6. November prallte ein Flüchtlingsboot vor Lanzarote in schwerer See gegen einen Felsen. Vier Menschen konnten gerettet und neun Leichen geborgen werden. |
| 23. Nov. 2019 | Flüchtlingsboot           | mind. 18 Tote          | Am 23. November kenterte ein aus Libyen kommendes Flüchtlingsboot mit etwa 170 Menschen in rauer See vor Lampedusa. 147 Menschen konnten von der italienischen Küstenwache gerettet werden, 18 Leichen wurden geborgen. Die italienische Staatsanwaltschaft von Agrigent übernahm die strafrechtlichen Ermittlungen.                                                                   |
| 4. Dez. 2019  | Flüchtlingsboot           | mind. 62 Tote          | Am 4. Dezember kenterte ein aus Gambia kommendes Flüchtlingsboot mit etwa 195 Menschen vor der Küste von Mauretanien. 85 Menschen konnten zur Küste schwimmen. |
| 16. Dez. 2019 | Flüchtlingsboot           | 7 Tote                 | Am 16. Dezember sank ein Flüchtlingsboot beim Versuch von Marokko nach Spanien überzusetzen, nachdem Feuer ausgebrochen war. Sieben Menschen ertranken, 70 konnten gerettet und nach Nador in Marokko gebracht werden. |

### 2020
| Datum         | Name                              | Opfer                             | Beschreibung |
| ------------- | --------------------------------- | --------------------------------- | --- |
| 11. Jan. 2020 | Flüchtlingsboot                   | mind. 12 Tote                     | Vor der griechischen Insel Paxi sank ein Boot mit etwa 50 Flüchtlingen vermutlich auf dem Weg nach Italien. Frachtschiffe und die die Küstenwache kamen zu Hilfe. Mindestens 12 Menschen ertranken. |
| 11. Jan. 2020 | Flüchtlingsboot                   | 11 Tote                           | Vor dem türkischen Ferienort Cesme sank ein Boot mit Flüchtlingen. Elf Menschen darunter 8 Kinder ertranken. |
| 11. Feb. 2020 | Flüchtlingsboot                   | mind. 16 Tote                     | Im Golf von Bengalen kenterte ein überladenes Boot mit etwa 125 Rohingya-Flüchtlingen vor der Insel St. Martin. Sechzehn Menschen ertranken. |
| 17. Feb. 2020 | Flüchtlingsboot                   | 14 Tote                           | Vor der marokkanischen Atlantikküste kenterte ein überladenes Boot mit 24 Flüchtlingen. Vierzehn Menschen konnten von der marokkanischen Marine gerettet werden. |
| 18. Feb. 2020 | Resplendent                       | 1 Toter                           | Der Trawler Resplendent von Hangana Seafood sank nach Wassereinbruch in kurzer Zeit vor der zentralen Küste Namibias. 26 Seeleute wurden gerettet, der Kapitän bleibt vermisst. Das Wrack liegt in 318 Meter Tiefe. (siehe auch Liste der Schiffswracks an der Küste Namibias) |
| 2. März 2020  | Flüchtlingsboot                   | 1 Toter                           | Vor der griechischen Insel Lesbos kenterte am 2. März ein Flüchtlingsboot mit 48 Migranten aus der Türkei. Ein Kleinkind ertrank. |
| 18. Mai 2020  | Flüchtlingsboot                   | 1 Toter, 6 Vermisste              | Vor Sfax rettete die tunesische Küstenwache elf Migranten von einem sinkenden Boot. Sechs Menschen werden vermisst und ein Toter wurde geborgen. |
| 6. Juni 2020  | Flüchtlingsboot                   | mind. 53 Tote                     | Vor dem tunesischen Sfax ging ein aus Libyen kommendes Flüchtlingsboot mit mindestens 53 Personen an Bord unter. |
| 25. Juni 2020 | Flüchtlingsboot                   | mind. 6 Tote                      | Vor der libyschen Küste bei Khoms sank ein Flüchtlingsboot. Laut UN-Angaben starben mindestens sechs Personen. |
| 27. Juni 2020 | Flüchtlingsboot                   | mind. 60 Tote                     | Auf dem Vansee in der Türkei kenterte am 27. Juni 2020 ein Fischerboot mit 80 Migranten an Bord. Mindestens 60 Menschen ertranken. |
| 25. Juli 2020 | Wakashio                          | 0                                 | Der leere Capesize-Massengutfrachter mit 101.932 BRZ, der auf dem Weg von Singapur nach Brasilien war, lief aus unklaren Gründen vor der Ostküste der Insel Mauritius nahe dem Strand von Mahébourg auf ein Korallenriff auf. In der Folge zerbrach das Schiff und mehr als 1000 Tonnen Treibstoff traten aus. |
| 2. Aug. 2020  | Flüchtlingsboot                   | mind. 27 Tote                     | Ein Flüchtlingsboot trieb eine Woche lang zwischen Marokko und den Kanaren. Ein Überlebender aus Guinea konnte vor Nouadhibou geborgen werden. |
| 3. Aug. 2020  | Flüchtlingsboot                   | 7 Tote                            | Vor der Küste von Marokko bei Tarfaya wurden am 3. August vierzig Migranten aus Seenot gerettet, die versucht hatten von Marokko aus die Kanarischen Inseln zu erreichen. Sieben Personen wurden tot geborgen. |
| 5. Aug. 2020  | Flüchtlingsboot                   | mind. 10 Tote, mind. 13 Vermisste | Ein Flüchtlingsboot mit 10 Toten an Bord wurde bei Ad-Dakhla vor der Küste von Marokko geborgen. Es gab 10 Überlebende und mindestens 13 Menschen werden vermisst. |
| 14. Aug. 2020 | Long Quing 1, Shun Da 11          | 14 Vermisste                      | Der Tanker Long Quing 1 kollidierte am 14. August mit dem Lastkahn Shun Da 11 auf dem Yangtse bei Schanghai. Der Lastkahn sank und der Tanker geriet in Brand. Drei Besatzungsmitglieder konnten gerettet werden, vierzehn Menschen werden vermisst. |
| 15. Aug. 2020 | Flüchtlingsboot                   | mind. 45 Vermisste                | Ein Flüchtlingsboot setzte am 15. August einen Notruf vor der libyschen Küste bei Zuwara an Alarmphone ab. Lokale Fischer konnten 37 Personen lebend bergen. Mindestens 45 Menschen werden vermisst und sind wahrscheinlich ertrunken. |
| 15. Aug. 2020 | Flüchtlingsboot                   | ~10 Tote ~30 Vermisste            | Am 15. August versuchte ein Flüchtlingsboot von Mauretanien aus die Kanarischen Inseln zu erreichen. Die spanische Küstenwache fand das Boot am 19. August etwa 150 km vor den Kanarischen Inseln treibend. |
| 30. Aug. 2020 | Flüchtlingsboot                   | mind. 3 Tote                      | Am 30. August explodierte ein Flüchtlingsboot wenige Meilen vor Crotone in Süditalien. Die italienische Marine barg drei Tote von dem brennenden Boot. |
| 31. Aug. 2020 | Sir Gaëtan Duval                  | 2 Tote 2 Vermisste                | Am 31. August 2020 kollidierte der Schlepper Sir Gaëtan Duval der Hafenverwaltung von Mauritius bei Aufräumarbeiten an dem Havaristen Wakashio. Zwei Seeleute wurden tot geborgen und zwei weitere werden vermisst. |
| 1. Sep. 2020  | Gulf Livestock 1                  | 41 Vermisste                      | In der Nacht vom 1. auf den 2. September schickte der unter panamaischer Flagge fahrende Frachter Gulf Livestock 1 mit 43 Besatzungsmitgliedern und rund 5800 Rindern an Bord ein Notsignal von einer Position 185 Kilometer westlich der Insel Amami-Oshima, vor dem Südwesten Japans. Das Schiff war auf dem Weg von Neuseeland nach China, als der Antriebsmotor ausfiel und das Schiff in der Folge kenterte und sank. Ein Schiffsoffizier wurde mit Schwimmweste treibend im Ostchinesischen Meer gerettet. Der Taifun „Maysak“ mit schweren Regenfällen und Winden erschwert die Suche nach den Vermissten – 38 Philippiner, 2 Australier und 2 Neuseeländer. |
| 3. Sep. 2020  | New Diamond                       | 1 Toter                           | Am 3. September fing der Supertanker New Diamond durch eine Kesselexplosion vor Sri Lanka Feuer. Ein philippinischer Seemann kam ums Leben. |
| 14. Sep. 2020 | Flüchtlingsboot                   | mind. 3 Tote                      | Am 14. September kenterte ein Flüchtlingsboot bei Sturm vor Kreta. Die griechische Küstenwache rettete 56 Menschen. Eine Frau und zwei Kinder konnten nur noch tot geborgen werden. |
| 14. Sep. 2020 | Flüchtlingsboot                   | 2 Tote 22 Vermisste               | Am 14. September kenterte ein Flüchtlingsboot vor Libyen als die libysche Küstenwache drei Flüchtlingsboote abfangen wollte. Zwei Tote wurden geborgen und 22 Menschen werden vermisst. |
| 24. Sep. 2020 | Flüchtlingsboot                   | mind. 13 Tote                     | Am 24. September kenterte ein Flüchtlingsboot vor Libyen. Fischer konnten 22 Personen aus dem Wasser retten. Dreizehn Tote wurden geborgen. |
| 3. Okt. 2020  | Flüchtlingsboot                   | 8 Tote                            | Menschenschmuggler, die 34 Migranten vom Yemen zurück nach Afrika bringen wollten, schlugen die Migranten und zwangen sie vor Djibouti ins Meer. Acht Leichen und 26 überlebende Personen wurden geborgen. |
| 10. Okt. 2020 | Flüchtlingsboot                   | mind. 21 Tote                     | Ein Flüchtlingsboot mit 29 Personen an Bord sank vor der Küste Tunesiens. Sieben Menschen konnten gerettet werden und die Leichen von 21 (darunter drei Kindern) wurden gefunden. |
| 15. Okt. 2020 | Flüchtlingsboot                   | 12 Tote                           | Menschenschmuggler, die etwa fünfzig äthiopische Migranten vom Yemen zurück nach Afrika bringen wollten, schlugen die Migranten und zwangen sie vor Djibouti ins Meer. Zwölf Leichen und 34 überlebende Personen wurden geborgen. |
| 20. Okt. 2020 | Flüchtlingsboot                   | 15 Tote                           | Vor der libyschen Küste sank am 20. Oktober 2020 ein Flüchtlingsboot. Nach IOM-Informationen ertranken fünfzehn Menschen. |
| 22. Okt. 2020 | Flüchtlingsboot                   | 5 Tote                            | Vor der Insel Lampedusa sank am 22. Oktober 2020 ein Flüchtlingsboot vom libyschen az-Zawiya kommend. Fünf Menschen ertranken und fünfzehn wurden lebend von Fischern geborgen. |
| 24. Okt. 2020 | Flüchtlingsboot                   | mind. 140 Tote                    | Am 24. Oktober 2020 versuchten etwa 200 Migranten auf einem Boot von Mbour im Senegal auf die Kanaren zu gelangen. Nordwestlich von Saint-Louis brach ein Feuer aus und das Boot sank. Mindestens 140 Menschen kamen nach IOM-Angaben ums Leben. |
| 25. Okt. 2020 | Flüchtlingsboot                   | 11 Tote                           | Vor der libyschen Küste sank am 25. Oktober 2020 ein Flüchtlingsboot. Elf Menschen ertranken. Fischer und die libysche Küstenwache konnten mindestens 10 Migranten retten und an Land bringen. |
| 26. Okt. 2020 | Küstenwache rammt Flüchtlingsboot | N/A                               | Am 26. Oktober 2020 wurde ein Fischerboot mit Migranten vor Mékhé im Senegal von der dortigen Küstenwache beim Versuch es abzufangen gerammt und etwa 80 Menschen gingen dabei über Bord. Nach Angaben der Küstenwache wurden 39 gerettet. Die Zahl der Opfer wurde nicht bekanntgegeben. |
| 27. Okt. 2020 | Flüchtlingsboot                   | 4 Tote 1 Vermisster               | Im Ärmelkanal vor Dünkirchen kenterte am 27. Oktober 2020 ein Fischerboot mit Migranten, das von Frankreich aus England erreichen wollte. Ein Mensch ertrank, drei starben, nachdem sie lebend geborgen wurden und eine Person wird vermisst. Fünfzehn Menschen wurden gerettet. |
| 10. Nov. 2020 | Flüchtlingsboot                   | 13 Tote                           | Am 10. November 2020 sank ein Flüchtlingsboot vor der libyschen Küste. Elf Menschen wurden gerettet und dreizehn kamen ums Leben. |
| 12. Nov. 2020 | Flüchtlingsboot                   | mind. 74 Tote                     | Vor der Küste von Khoms sank am 12. November 2020 ein Boot mit über 120 Migranten an Bord. Mindestens 74 Menschen ertranken und 47 konnten gerettet werden. |
| 12. Nov. 2020 | Flüchtlingsboot                   | 20 Tote                           | Vor der Küste von Sorman in Libyen wurden drei Frauen von der Rettungsorganisation Ärzte ohne Grenzen bei einem Bootsuntergang gerettet. Zwanzig Menschen waren bei dem Unglück ertrunken. |
| 12. Nov. 2020 | Flüchtlingsboot                   | 6 Tote                            | Von Sabratha kommend sank vor der Küste von Libyen am 12. November 2020 ein Boot mit über 100 Migranten an Bord. Die spanische Rettungsorganisation Open Arms kam nach einer Alarmierung durch Frontex zu Hilfe und berichtet von sechs Toten. |
| 23. Nov. 2020 | Flüchtlingsboot                   | 1 Toter                           | Ein Schnellboot aus der Türkei mit 14 Migranten an Bord begann vor Rhodos zu sinken. Am 23. November 2020 wurde ein Toter geborgen. Dreizehn Menschen überlebten. |
| 2. Dez. 2020  | Flüchtlingsboot                   | 2 Tote                            | Ein Flüchtlingsboot aus der Türkei sank vor einem felsigen Küstenabschnitt von Lesbos am 2. Dezember 2020. Zwei Tote wurden geborgen. 32 Menschen konnten gerettet werden. |
| 12. Dez. 2020 | Flüchtlingsboot                   | mind. 14 Tote                     | Am 12. Dezember wurden in den Gewässern vor Trinidad and Tobago vierzehn Leichen gefunden, die wahrscheinlich von einem Flüchtlingsboot stammen, das mit mehr als zwanzig Menschen am 7. Dezember von Güiria in Venezuela losfuhr. |
| 18. Dez. 2020 | Flüchtlingsboot                   | 1 Tote                            | Von einem Flüchtlingsboot aus der Türkei mit 27 Menschen aus Somalia an Bord gingen drei Frauen vor Lesbos am 18. Dezember 2020 über Bord. Zwei wurden von der griechischen Küstenwache gerettet, eine konnte nur noch tot geborgen werden. |
| 24. Dez. 2020 | Flüchtlingsboot                   | mind. 20 Tote                     | Am 24. Dezember 2020 sank ein Flüchtlingsboot mit 45 Menschen an Bord bei Sfax auf dem Weg von Tunesien nach Lampedusa. Fünf Menschen wurden gerettet und zwanzig Leichen konnten geborgen werden. |
| 28. Dez. 2020 | Fischtrawler Onega                | 17 Tote                           | Am 28. Dezember 2020 teilte das russische Katastrophenschutzministerium mit, dass der Fischtrawler Onega bei heftigem Sturm und Frost in der Barentssee bei der Inselgruppe Nowaja Semlja sank. Von den 19 Besatzungsmitgliedern konnten zwei gerettet werden. |